# Teregova

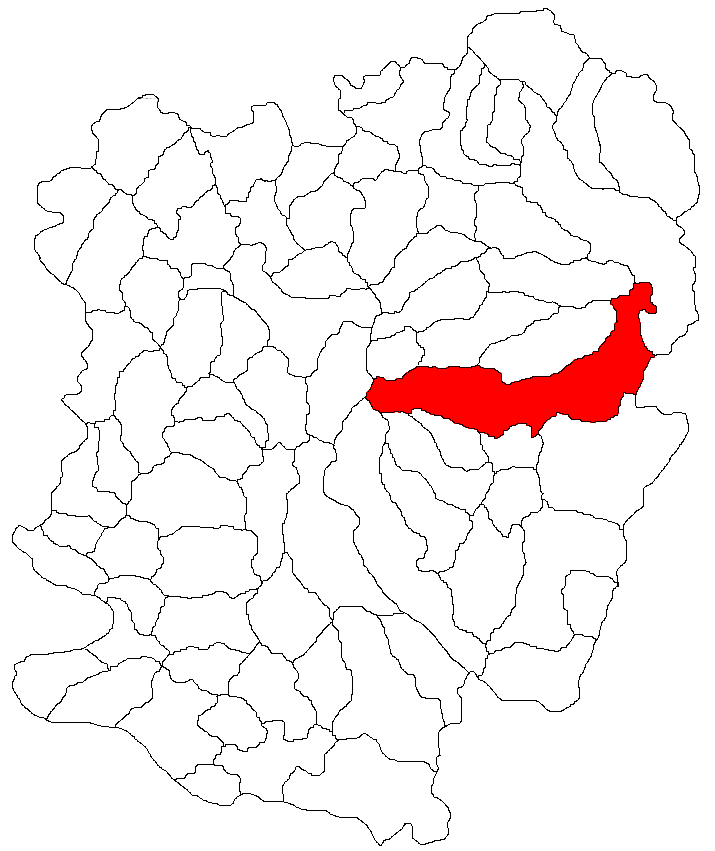
Lage der Gemeinde Teregova im Kreis Caraș-Severin

Teregova (deutsch Teregowa) ist eine Gemeinde im Kreis Caraș-Severin in der Region Banat in Rumänien. Zur Gemeinde Teregova gehört auch das Dorf Rusca.

## Geografische Lage
Teregova liegt im Südosten des Kreises Caraș-Severin, im Temesch-Cerna-Tal, an der Europastraße 70, in 80 km Entfernung von Reșița, 35 km von Caransebeș und 40 km von Băile Herculane.

## Nachbarorte
| Weidenthal                            | Armeniș                                     | Feneș    |
| Nationalpark Semenic-Cheile Carașului | Kompassrose, die auf Nachbargemeinden zeigt | Rusca    |
| Verendin                              | Luncavița                                   | Domașnea |

## Geschichte
Bereits in römischer Zeit befand sich auf dem Gemeindegebiet das Kastell Teregova.
Eine erste urkundliche Erwähnung stammt aus dem Jahr 1447, als Johann Hunyadi eine Schenkung der Ortschaft Thereguba aus dem Kreis Mehadia an die Familie Temesely machte. In den historischen Dokumenten des 17.–18. Jahrhunderts traten die Schreibweisen Terregova und Teregova in Erscheinung. Nach einigen Wissenschaftlern geht der Name der Ortschaft auf das Lateinische „terre“ (Erde) und das Slavonische „gova“ (arm) zurück. Im Laufe der Jahrhunderte war die Ortschaft im Besitz mehrerer Banater Adelsfamilien.
In der Zeitspanne 1690–1700 gehörte Teregova zum Distrikt Caransebeș, gelangte 1658–1688 unter Türkenherrschaft.
Auf der Josephinischen Landaufnahme von 1717 ist der Ort mit 70 Häuser eingetragen. Nach dem Frieden von Passarowitz (1718) war die Ortschaft Teil der Habsburger Krondomäne Temescher Banat. 1775 wurde Teregova Sitz der 9. Kompanie des Walachisch-Illyrischen Grenzinfanterie-Regiments Nr. 13 der Banater Militärgrenze, der fünf Dörfer mit 779 Personen angehörten. Im Russisch-Österreichischen Türkenkrieg (1787–1792) wurde die Ortschaft völlig zerstört. Von 1873 bis 1918 gehörte Teregova zum Königreich Ungarn.
Der Vertrag von Trianon am 4. Juni 1920 hatte die Dreiteilung des Banats zur Folge, wodurch Teregova an das Königreich Rumänien fiel. In der Zwischenkriegszeit war Teregova Stuhlsitz und gehörte zum Kreis Severin.

## Bevölkerungsentwicklung
| 1880 | 4367 | 4198 | 26  | 115 | 28            |
| 1910 | 5011 | 4694 | 141 | 128 | 48            |
| 1930 | 5201 | 4807 | 40  | 149 | 205           |
| 1977 | 5132 | 5090 | 16  | 10  | 16            |
| 2002 | 4388 | 4325 | 4   | 2   | 57            |
| 2011 | 3981 | 3708 | 2   | 2   | 269 (39 Roma) |
| 2021 | 3446 | 3243 | 2   | -   | 201 (11 Roma) |